# Pancasila

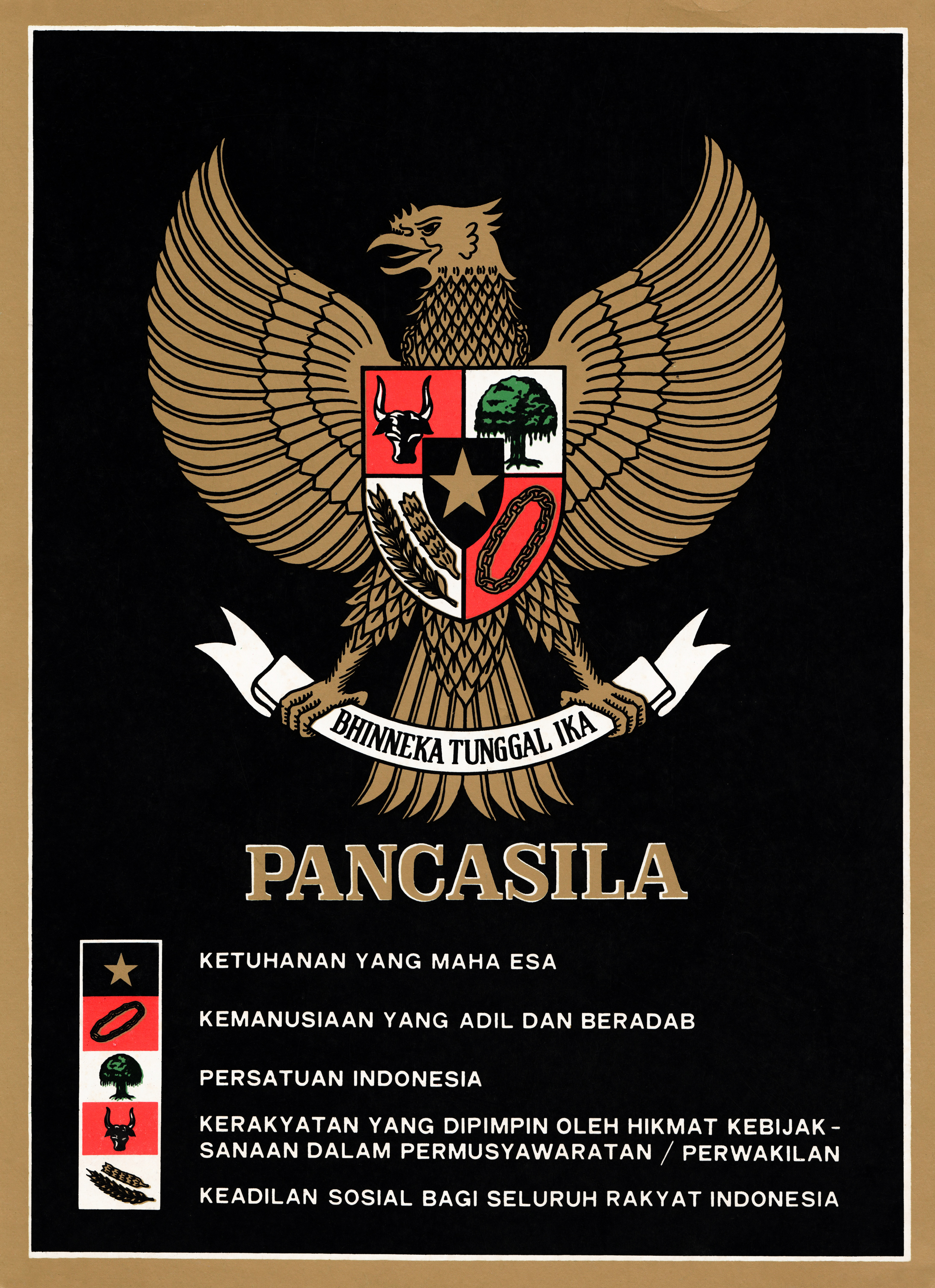
Rappresentazione del Garuda Pancasila insieme ai cinque principi del Pancasila.

Pancasila (anche Panca Sila) è il pensiero filosofico su cui si fonda lo stato Indonesiano.

## Etimologia
L'etimologia della parola deriva dalla lingua sanscrita; la parola panca sta per cinque, mentre sila sono i principi.

## Storia
La Pancasila venne adottata da alcuni politici come Sukarno per la redazione della costituzione indonesiana del 1945. Esso comprende cinque principi ritenuti inseparabili e interdipendenti su cui si fonda il governo indonesiano:
- Fede nell'unico e solo Dio (in indonesiano: Ketuhanan Yang Maha Esa).
- Giustizia e civiltà umana (in indonesiano: Kemanusiaan Yang Adil dan Beradab).
- Unità dell'Indonesia (in indonesiano: Persatuan Indonesia).
- Democrazia guidata dalla saggezza interiore dell'unanimità derivata dalle delibere dei rappresentanti (in indonesiano: Kerakyatan Yang Dipimpin oleh Hikmat Kebijaksanaan, Dalam Permusyawaratan Perwakilan).
- La giustizia sociale per tutto il popolo indonesiano (in indonesiano: Keadilan Sosial bagi seluruh Rakyat Indonesia).